# 베이징 서역 (지하철)

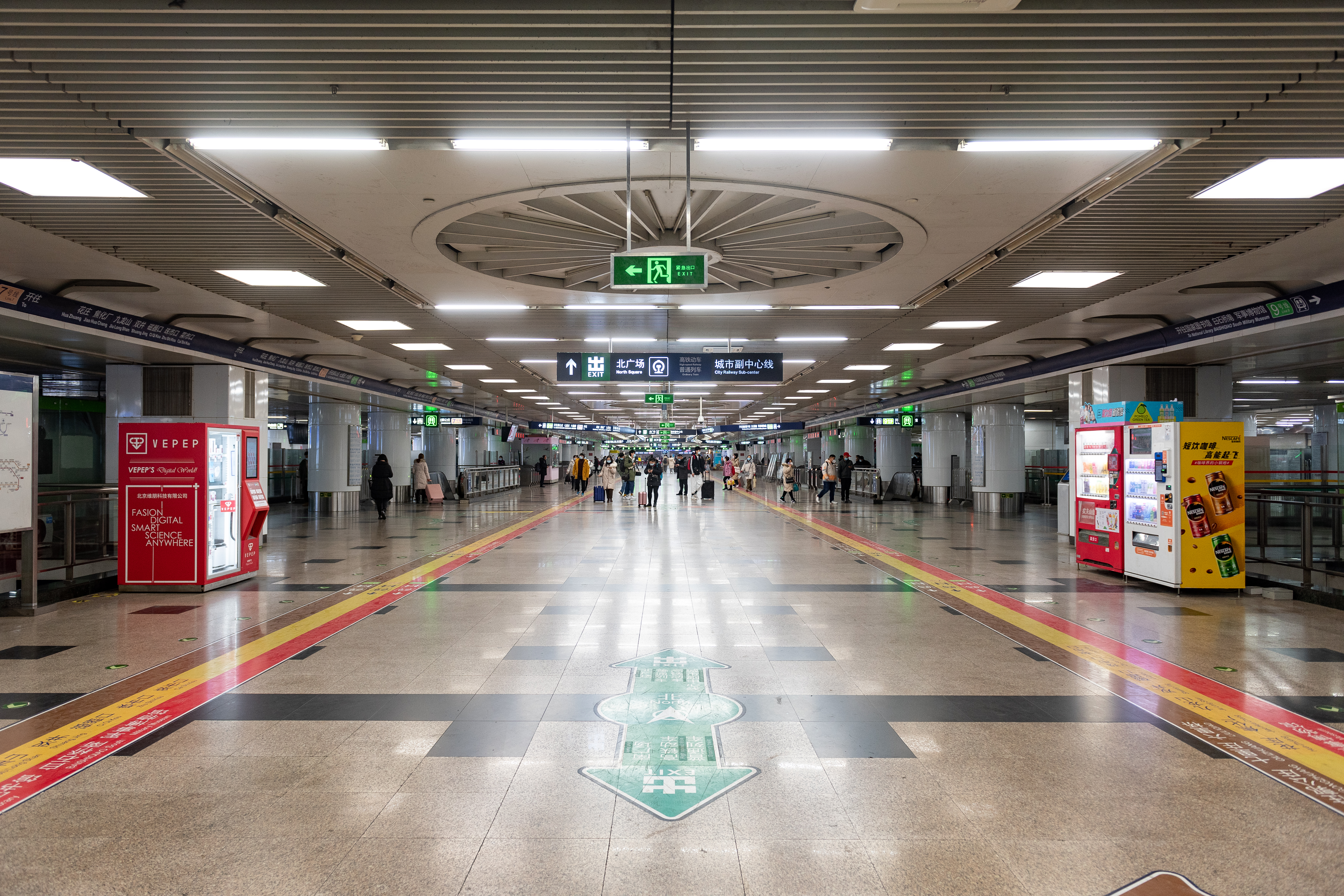
베이징 서역 지하철역 대합실 (2020년 12월 촬영)

베이징 서역(중국어: 北京西站)은 중국 베이징시 펑타이구 타이핑차오 가도의 롄화치 동로·양팡뎬로 교차로에 위치한 베이징 지하철 7호선과 9호선의 환승역으로, 두 노선이 2개의 섬식 승강장으로 설계된 승강장을 공용한다. 역 본체의 총 길이는 215.6m, 총 폭은 38.6m이다. 9호선 베이징 서역은 2011년 12월 31일에 개통하여 북쪽 시종착역을 담당하였고, 2012년 12월 30일에 국가도서관역까지 연장되어 완전 연결되었으며, 7호선은 2014년 12월 28일에 개통하였다. 팡산선 직결 열차는 2023년 1월 18일부터 운행되기 시작하였다. 또한, 이 역은 배차를 용이하게 하기 위해 7호선과 9호선의 열차 연결선이 존재한다.

## 역사
1990년대 초 베이징 서역 건설 계획에 따르면 베이징 서역은 현대적인 초대형 종합 3차원 교통 허브이자 기차역, 지하철역, 대중교통, 우편 및 통신 허브를 통합한 다기능 종합 허브로서 상업 서비스 및 금융 센터까지 모두 구실할 수 있는 계획을 수립했다. 베이징 지하철 7호선과 9호선은 베이징 서역 아래에 역을 설치하게 되었고, 승강장은 지하 약 17m로 서역 본관을 남북으로 관통하게 되는 구조로 건설되었다.
베이징 서역 건설 과정에서 이미 사전 내장형 지하철 프로젝트가 진행되었다. 이 프로젝트에는 지하철 구간과 역 및 왕복 노선이 포함되었고 남북 방향으로 운행되는 계획과 롄화강 개반강 지하, 베이징 서역의 남쪽 건물, 수하물 통로, 현장의 고객 대기실 및 철로를 통과하여 컷앤커버 방식으로 시공하였다. 베이징 서역은 남역사와 북역사 사이의 선로 아래에 직교하고 있으며, 지상 선로 표면과 지하철역 지붕 사이의 거리는 약 1.5m이다. 베이징 서역의 대기실은 지하철에 의해 형성되어 있고, 역 지지대는 지하철역의 대합실 기둥과 일치한다. 지하 층은 베이징 서역의 지하철 종합 대합실인 대합실 층이다. 베이징 서역의 환승 설계는 기차와 지하철 간의 긴밀한 환승을 위해 원래 분산되어 있던 여러 개의 터널을 20,000㎡, 폭 86m의 종합 환승 대합실로 구성하였고 217m 길이에 남북을 통과한다. 동쪽에 8개 서쪽에 9개의 출입구가 있다. 북쪽과 남쪽 끝은 각각 기차역의 남쪽과 북쪽 역사의 출입구와 연결되어 있는데, 이는 지하철 역의 승강장 면적이 30,550㎡에 달하여 1호선 시단역의 2.35배 면적이다. 2면 4선 쌍섬식 승강장을 채택한 이 역의 각 승강장 폭은 11m이다.
베이징 서역 지하철 종합 대합실은 1996년 "중국건축공정루반상(中国建筑工程鲁班奖)"를 수상했다. 베이징 지하철 7호선과 9호선은 수년 동안 계획 상태에 있었기 때문에 베이징 서역의 역사 건물 구조는 완공 후 수년 동안 유휴 상태였다. 지하철 9호선 개통 및 운영에 협력하기 위해 베이징 서역 지하철 종합 대합실은 2011년 5월부터 비공개 개조 공사를 시작했으며 동년 10월 말에 건설이 완료되었다. 이 기간에는 화재 안전 요구 사항을 충족하고 동시에 4개의 계단, 8개의 에스컬레이터 및 파이프 라인의 전반적인 변형을 수행하기 위해 종합 대합실의 천장을 원래의 폐쇄형에서 투명 천장으로 바꾸는 작업이 포함되었다. 종합 대합실 중앙에 엘리베이터 4대가 추가되어 운임 구간으로 바뀌었고, 카드스와이프 게이트 등의 시설이 설치되었다.
2020년 1월 10일, 베이징 서역 지하철 종합 대합실은 보안 검사 상호 인정 구역으로 폐쇄되어 보안 검사는 남북으로 이동하는 구조로 변경되었다. 2021년에는 베이징 서역 지하철역 유료 구역에 자동심장충격기가 추가되었다.
2023년 1월 18일, 팡산선 직결 열차가 운행을 시작해 이 날부터 역에 진입하기 시작했다.

## 역 구조
이 역은 7호선, 9호선과 팡산선의 승강장이 동일 층에 위치하여 3개 노선이 공유하는 환승역이다. 7호선 승강장 북쪽 끝에는 7호선의 모든 열차가 회차할 수 있는 회차선이 있으며, 동시에 북서쪽으로 연장될 수 있는 조건이 마련되어 있다. 또한, 7호선을 연결하는 단일 회차선이 2개 존재하는데, 열차 배차를 용이하게 하기 위해 승강장 북쪽에 7호선과 9호선 회차선이 존재한다.

### 층별 구조
| 지하 2층 대합실 층 | 대합실                                                  | 매표기, 출구, 철도 베이징 서역 연결 통로                                  |
| 지하 3층 승강장    | ←                                                       | ■ 9호선 일반열차 / ■ 팡산선 직통열차 국가도서관 방면(군사박물관)          |
| 지하 3층 승강장    | 섬식 승강장, 9호선은 왼쪽, 7호선은 오른쪽 출입문이 열림 |                                                                           |
| 지하 3층 승강장    | ←                                                       | ■ 7호선 하차 전용 승강장                                                  |
| 지하 3층 승강장    | →                                                       | ■ 7호선 유니버설리조트 방면(완쯔)                                         |
| 지하 3층 승강장    | 섬식 승강장, 9호선은 왼쪽, 7호선은 오른쪽 출입문이 열림 |                                                                           |
| 지하 3층 승강장    | →                                                       | ■ 9호선 일반열차 궈궁좡 방면 / ■ 팡산선 직통열차 옌춘둥 방면 (류리차오둥) |

## 출입구
베이징 서역 지하철 승강장의 북쪽 출입구는 A출입구, 남쪽 출입구는 B출입구로 표시되어 있다.
|                                      | |      |  |
|                                      | |      |  |
|                                      | |      |  |
| 출구                                 | 출구 인근 | 사진 |  |
| ■ 7호선 ■ 9호선 ■ 팡산선 역사와 연결 | |      |  |
| 出口 · A                             | 베이직 서역 북광장(北京西站北广场) 보통 열차 및 성시 부중심선 승차장, 베이펑워 커뮤니티(北蜂窝小区), 베이징 중유 세기 호텔(北京中裕世纪大酒店), 롄화치 동로(莲花池东路), 양팡뎬로(羊坊店路), 시무러우 커뮤니티(西木楼小区), 톄시 주택단지(铁西住宅小区)                                                                                  |      |  |
| 出口 · B                             | 베이직 서역 북광장(北京西站北广场) 고속철도 승차장, 광롄로(广莲路), 베이징 기상 호텔(北京气象宾馆), 마롄다오 북로(马连道北路), 베이징 서역 남로(北京西站南路), 롄화치 공원(莲花池公园), 지 호텔 웨스트 레일웨이 스테이션 브랜치(全季酒店西客站店), 진장 인 웨스트 레일웨이 스테이션(锦江之星西客站店), 리수이롄화 커뮤니티(丽水莲花小区) |      |  |
| 出口 · SE                            | 7호선, 9호선 |      |  |
| 出口 · SW                            | 7호선, 9호선 |      |  |